# 진안 천황사 전나무
진안 천황사 전나무(鎭安 天皇寺 전나무)는 대한민국 전북특별자치도 진안군 정천면 갈용리, 천황사에 있는 전나무이다. 2008년 6월 16일 대한민국의 천연기념물 제495호로 지정되었다.

## 지정 사유
"진안 천황사(天皇寺) 전나무"는 천황사에서 남쪽으로 산 중턱 남암(南庵) 앞에 사찰의 번성을 기원하며 식재한 나무로 전해지며, 수령이 400년 정도로 오래되었고, 현재까지 알려진 우리나라 전나무 중 규격이 가장 크고 나무의 모양과 수세가 매우 좋은 편으로 학술적 가치가 높음

## 같이 보기
- 전나무

## 참고 자료
- 진안 천황사 전나무 - 국가유산청 국가유산포털